# Черченко, Андрей Спиридонович
Андрей Спиридонович Черченко (1908, село Солоница Полтавской губернии, теперь Козельщинского района Полтавской области, Украина — 2 января 1979, Полтава) — советский партийный и хозяйственный деятель, председатель Полтавского облисполкома. Депутат Верховного Совета УССР 4-го созыва. Кандидат в члены ЦК КПУ в 1956—1960 г.

## Биография
Родился в крестьянской семье. Трудовую деятельность начал в 1926 году почтальоном Солоницкого почтового агентства.
В 1930 — 1933 г. — в Красной армии.
Член ВКП(б) с 1931 года.
С 1933 г. — секретарь Козельщинского районного комитета ЛКСМУ. Затем работал 2-м секретарем Новогеоргиевского районного комитета КП(б)У на Полтавщине.
В 1938 — 1940 г. — секретарь Полтавского областного комитета ЛКСМУ.
В 1940 — 1941 г. — заведующий организационно-инструкторского отдела Полтавского областного комитета КП(б)У.
Участник Великой Отечественной войны с ноября 1941 года. Находился на военно-политической работе: заместитель начальника Политического отдела 12-й гвардейской казачьей кавалерийской дивизии 5-го гвардейского кавалерийского корпуса Южного, Закавказского, Северо-Кавказского, 4-го, 2-го, 3-го Украинских фронтов.
После демобилизации — заведующий организационно-инструкторского отдела Полтавского областного комитета КП(б)У.
9 мая 1950 — 1955 г. — 2-й секретарь Полтавского областного комитета КПУ.
В 1955 — 1959 г. — председатель исполнительного комитета Полтавского областного совета депутатов трудящихся.

## Звания
- гвардии старший политрук
- гвардии майор
- гвардии подполковник

## Награды
- орден Ленина (26.02.1958)
- орден Красного Знамени (12.06.1945)
- орден Красной Звезды (11.08.1944)
- орден Отечественной войны 2-й ст. (30.06.1943)
- орден Знак Почета (23.01.1948)